# ナイン・メンズ・モリス
ナイン・メンズ・モリス (Nine Men's Morris) はローマ帝国時代に生まれた2人用抽象戦略ゲームのボードゲームである。このゲームの英語での別名には Nine Man Morris, Mill, Mills, The Mill Game, Merels, Merrills, Merelles, Marelles, Morelles がある。また、かつてはチェッカー盤の裏面に描かれていたためCowboy Checkers とも呼ばれる。日本においては、明治初年に売り出された石並取・いしなとり（石並取は東京国立博物館に所蔵されている）、別名を十六むさしというゲームが相当する、という記述が見られるが正確ではなく、十六むさしはキツネとガチョウに似たゲームである。
「駒の配置時に2つ同時にミル（後述）を作っても相手の駒を取り除けるのは1つだけ」「相手のミルから駒を取り除くのは可能な限り避ける」というルールの下では、どちらのプレイヤーでも引き分けに持ち込むことができる解決済みゲームとされるが、ナイン・メンズ・モリスは広く普及した歴史あるゲームであるため、上記以外のルール解釈がなされる場合もある。
ナイン・メンズ・モリスの3大変形ルールは、スリー、シックス、トゥエルブ・メンズ・モリスである。

## ゲームルール
ゲーム盤は24の点を持つ格子から成る。それぞれのプレイヤーは9つの「人」というコマを持ち、普通これは白と黒に塗り分けられている。プレイヤーが縦または横にコマを3人並べると「ミル (mills)」が成立し、相手のコマを1人取り除くことができる。相手のコマを2人まで減らすか、手を指せなくなるまで追い込めば勝利となる。
ゲームは3段階の手順を踏んで進行する。
1. 空いた点にコマを置く。
2. 隣の点にコマを動かす。
3. （追加ルール）コマが3人まで減ったプレイヤーは、コマを空いた点のどこにでも動かせる。

### 第1段階・コマの配置

コマを配置する前のゲーム盤

ゲーム開始時は、盤面は空である。プレイヤーはどちらが先行か決め、空いた点にコマを1人ずつ置いていく。もし自分のコマを縦または横に3人並べて「ミル」を成立させたなら、相手のコマを盤から1人取り除くことができる。取り除くコマはどれでもよいが、相手のミルから取るのはできる限り避けなければならない。すべてのコマを配置し終えたら、第2段階に移行する。

### 第2段階・コマの移動
この段階では、プレイヤーはコマを隣に動かしていくことになる。このとき他のコマを飛び越すことはできない。ミルを作ることができたら、第1段階と同様に相手のコマを1人取り除ける。既存のミルからコマを1人動かすことでミルを崩し、次の手番でコマを戻すことによって同じミルをもう一度成立させることも可能で、そのたびに相手のコマを取り除ける。コマの除去は相手を「叩く (pounding)」とも呼ばれる。片方のプレイヤーのコマが3人まで減ったら、第3段階に移行する。

### 第3段階・「フライング」
総数が3人まで減ったプレイヤーのコマは、移動先を隣に縛られることはなくなり、空いた点ならどこにでも「フライ」「ホップ」 あるいは「ジャンプ」 できる。
これが正当なゲームのやり方だとする文献もあるが、別の資料では追加ルールとされることもあり、まったく言及されない場合もある。19世紀のルールブックでは「まったくもって田舎じみた遊び方」と言われている。フライングは押されている側がすぐに負けないようにするための補正として導入されたものである。

## 戦略
ゲームの開始時には、さまざまな場所にコマを配置するほうが、すぐにミルを作ろうとしてコマを盤上の1か所に集中させる過ちを犯すよりもよい。
勝利に直結する理想的な配置は、1人のコマが2つのミルの間で行き来することによって、毎ターン相手のコマを取り除けるようにすることである。

## 変形ルール

### スリー・メンズ・モリス
スリー・メンズ・モリス、別名 "Nine Holes" は、2×2マスか、三目並べのように3×3マスの格子状の盤を用いる。ゲームは2人用で、各プレイヤーは3人のコマを持つ。プレイヤーは最初の3手でコマを盤上に配置し、（三目並べのように）ミルを作ることができれば勝利となる。その後、以下のルールのどちらかに従ってコマを動かしていく。
1.空いている点ならどこにでも
2.隣の空いている点に（つまり、端から中央、中央から端、端から別の端、のどれか）
そして、ミルを成立させたプレイヤーが勝利する。
Harold James Ruthven Murray はルール1を "Nine Holes"、ルール2を「スリー・メンズ・モリス」または "The Smaller Merels" と呼んでいる。

### シックス・メンズ・モリス
シックス・メンズ・モリスでは、各プレイヤーが6人のコマを持ち、ナイン・メンズ・モリスの盤から外側の四角を除いたものを使って遊ぶ。フライングはできない。このゲームはイタリア、フランス、イギリスで人気だったが、1600年までに廃れた。
このゲーム盤はファイブ・メンズ・モリス（別名を "Smaller Merels"）でも用いる。セブン・メンズ・モリスではゲーム盤の中央に十字を書き加えて使う。

### トゥエルブ・メンズ・モリス
トゥエルブ・メンズ・モリスではゲーム盤に4つの斜めの線を加え、各プレイヤーは12人のコマを持つ。これではゲーム盤が配置段階でいっぱいになってしまうことがありえるが、もしそうなったらゲームは引き分けとなる。この変形ルールは南アフリカの地方の若者の間で人気があり、Morabaraba と呼ばれ、スポーツとして認められている。Harold James Ruthven Murray はこのゲームを "the larger merels" とも呼んでいる。
このゲーム盤はイレブン・メンズ・モリスにも使われる。

## 歴史

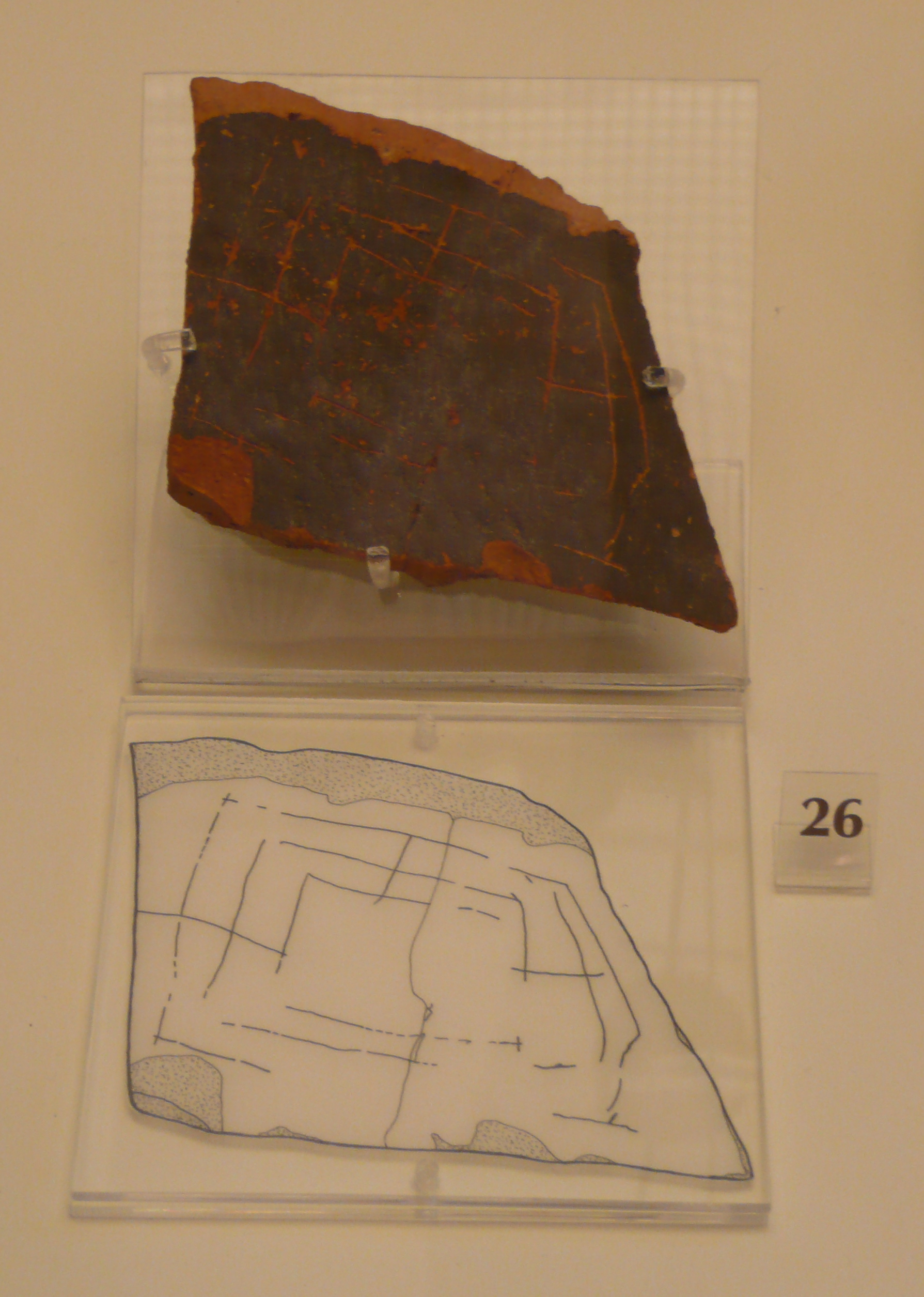
ミュケナイの考古学博物館所蔵の陶器片はナイン・メンズ・モリスのゲーム盤に見える

R. C. Bell によれば、既知の最古のゲーム盤には斜めの線が含まれており、紀元前1400年ごろ、エジプトのクルナの神殿の天井板に刻まれた。しかし Friedrich Berger によるとクルナの図にはコプト正教会式十字が含まれており、紀元前1400年まで遡るかは疑わしい。Bergerは「無理だろう」と結論づけている。
このゲームに言及した最古の例は西暦8年ごろ、オウィディウスの『アルス・アマートリアー』だろう。 第3巻で有名なゲーム「Latrones」について語った後、オウィディウスはこう書いている。「1年が何か月にも分かれるように、いくつもの部分に分けられるゲームがほかにもある。卓上にはそれぞれの側に3つのコマがあり、勝つためにはすべてのコマを一直線に並べなくてはならない。女性が遊び方を知らないのは残念だ、愛情はしばしばプレイ中に育まれるものだから」
Berger はこのゲームは「ローマ人にはよく知られていただろう」と信じており、ローマの建築物から多くのゲーム盤が発見されてはいるものの、そうした建物は造られて以降も「簡単に入れる状態だった」ので、盤の年代特定は不可能である。ローマ人が交易路経由でゲームを紹介された可能性もあるが、証明はできない。

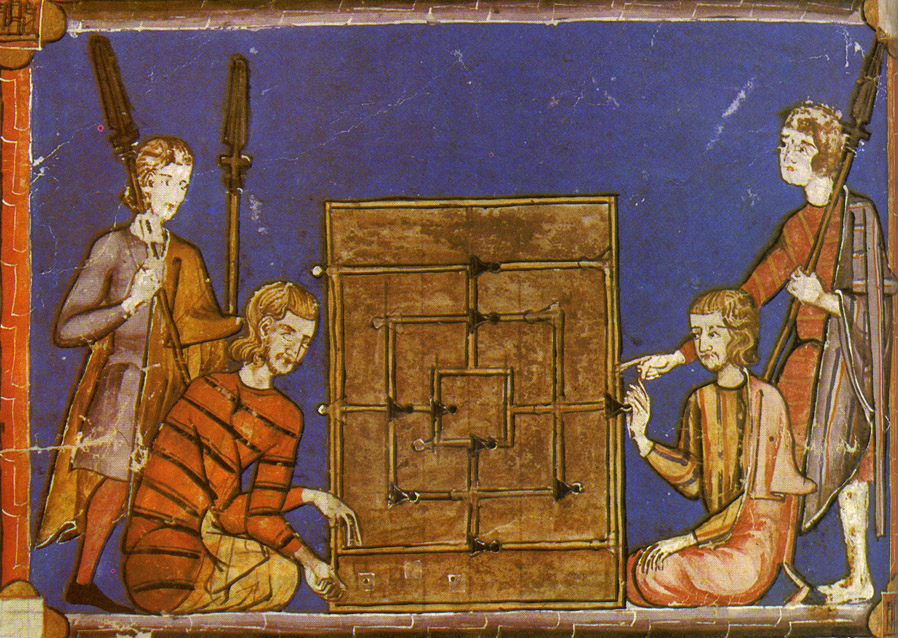
13世紀の『Libro de los juegos』のサイコロ遊戯の挿絵

このゲームの人気は中世イギリスで頂点に達した。ゲーム盤が、カンタベリー、グロスター、ノリッジ、サリスベリー、ウエストミンスターの英国国教会修道院の座席に刻まれているのが発見されている。これらの盤は "nine holes" の名のとおり、9つの空間を表すのに線ではなく穴を用いており、斜めに列を作ってもゲームに勝つことはできない。ほかには、チェスターの大聖堂の 柱の基部にも刻まれている。野外の大型ゲーム盤はときどき共有草地に刈り込まれもした。ウィリアム・シェイクスピアの16世紀の著作『夏の夜の夢』第2幕第1場では、タイターニアがそうしたゲーム盤に言及している。「ナイン・メンズ・モリスも泥にまみれた」
このゲームの起源は定かではないとする著作家もいる。ゲームの名前はおそらくモリス・ダンスや、さらにはムーア人に関係すると思われるが、ダニエル・キングによれば、「『モリス』という語は、同名の古いイギリス舞踏とは何の関係もない。これはラテン語でカウンターやゲームのコマを意味する "merellus" に由来する」 キングは、このゲームがローマ兵士の間で人気だったとも記している。
いくつかのヨーロッパの国の中では、ゲーム盤のデザインが魔よけのお守りのように特徴あるものになっている。「古代ケルト人にとって、モリスの四辺形は神聖なものだった。盤面の中央には再生の象徴である聖なるミル、すなわち大釜が置かれていた。そしてそこから4つの方角、4つの元素、4つの風が生じたのだ」

## 関連するゲーム
- ガーナの Achi は斜め線つきのスリー・メンズ・モリス用ゲーム盤で遊ぶ。各プレイヤーは4つのコマを持ち、隣の空いた空間にしかコマを動かすことはできない[16]。
- ケンジントンは似たようなゲームで、2人のプレイヤーがコマを配置し、決まったやり方に沿って動かしていく。
- 広東の六卒棋やフィリピンの Tapatan は斜め線つきゲーム盤で遊ぶ、スリー・メンズ・モリスと同じようなゲームである[17]。
- Morabaraba は、ほとんどトゥエルブ・メンズ・モリスと同じであるが、コマは人ではなく「牝牛」と呼ばれる。International Wargames Federation によって国際大会が開かれている。
- シャックスはナイン・メンズ・モリスのゲーム盤を用いるが、ルールはいくらか違い、各プレイヤーは9つではなく12のコマを持つ。
- 方棋は7×7の格子を使う。プレイヤーは交点に沿ってコマを動かしていき、4×4の四角を形成すると、相手のコマを1つ取り除ける。中国北西部や新疆ウイグル自治区で遊ばれている。
- 三目並べは3×3のゲーム盤を用いる。プレイヤーはコマを配置して（または印をつけて）縦横斜めに直線を作ることができれば勝ちとなり、盤上がいっぱいになれば引き分けとなる。